# Уличные представления с обезьянами

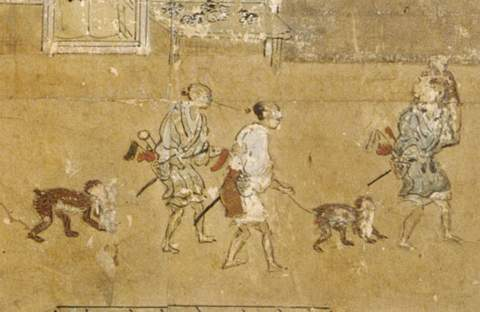
Старинный японский рисунок, изображающий сарухики.

Уличные представления с обезьянами — разнообразные уличные представления с участием дрессированных обезьян, выполняющих перед публикой те или иные цирковые трюки (как правило, различные акробатические или комические номера). Как правило, для таких представлений используются макаки разных видов и другие мелкие и легко обучаемые обезьяны; нередко для представления их одевают в яркие необычные костюмы.
Уличные представления с обезьянами в прошлом имели достаточно большое распространение в целом ряде стран Восточной Азии — от Индии (где, в частности, было распространено совершение обезьянами трюков, находясь на спине лошади) до Китая, Таиланда и островной Юго-Восточной Азии, однако до сегодняшнего дня в значительных масштабах сохранились только в Японии и Индонезии. В Японии, где существует даже подобие профессионального союза дрессировщиков уличных обезьян, этот вид искусства называется «сарумаваси» (яп. 猿まわし; можно перевести как «танцующая обезьяна»), в Индонезии — «Topeng monyet» (букв. «обезьяна в маске»).

## В Японии

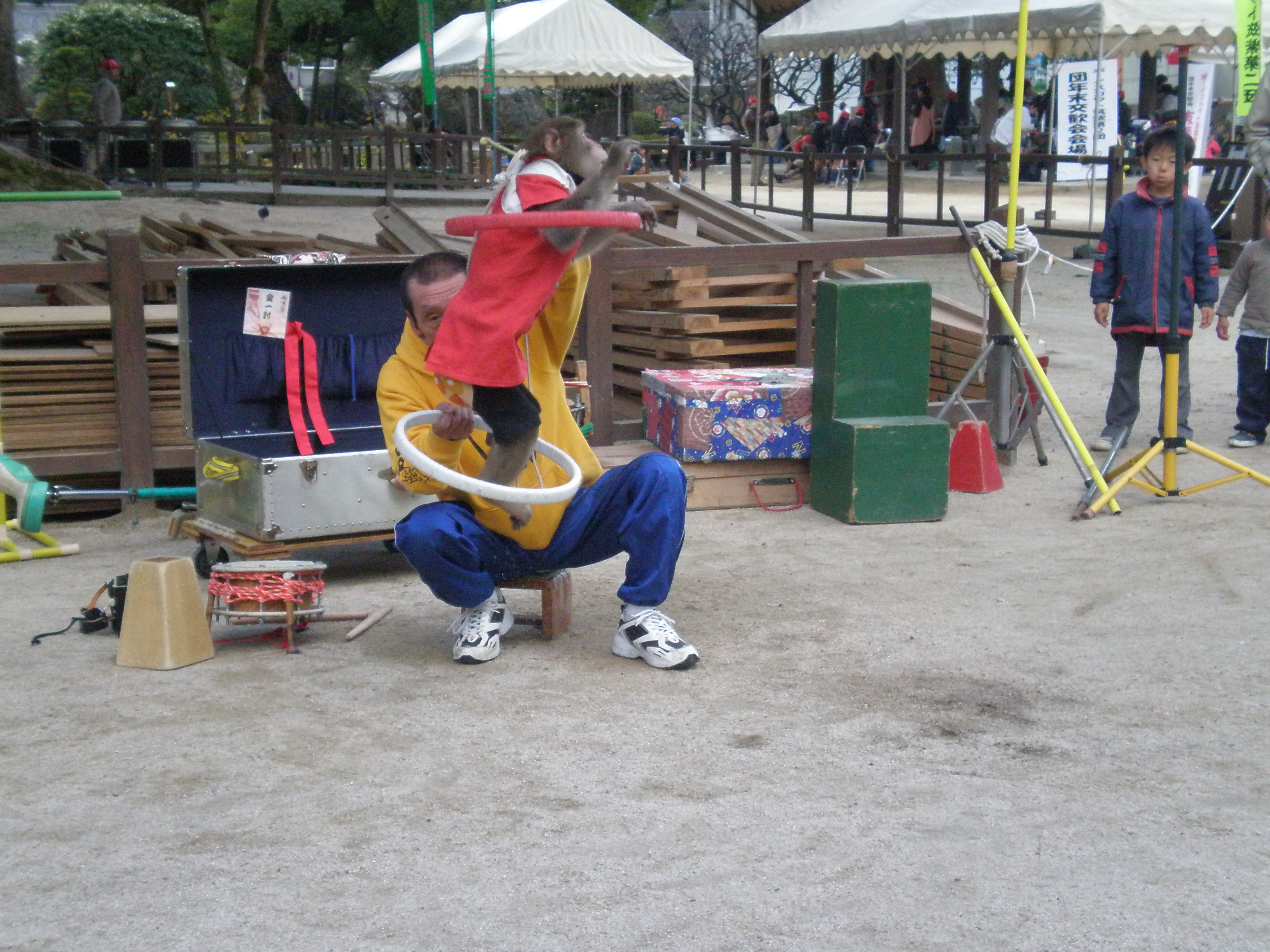
Уличное представление с обезьяной в Японии.

Считается, что в Японию традиция выступления перед уличной публикой с дрессированными обезьянами пришла из Китая в глубокой древности. В источниках периода Эдо нередко встречаются упоминания о людях, для которых это занятие было профессией, — «сарухики» или «сарукай». В те годы они зарабатывали себе на жизнь странствиями вместе со своими обезьянами между городами и провинциями страны, часто подвергаясь различной дискриминации и уничижительному обращению; на время нахождения в городе им позволяли остановиться лишь в доме самого низшего из местных чиновников, а на право выступать с обезьянами или остаться в населённом пункте на какой-то срок требовалось получить специальное разрешение.
Искусство сарумаваси сохранилось и после революции Мэйдзи — например, в период Тайсё его центром считалась префектура Ямагути. Из-за массовых преследований со стороны полиции к 1955 году представления уличных обезьян в Японии практически сошли на нет, однако в 1977 году в Японии была создана особая культурная организация дрессировщиков уличных обезьян, занимающаяся как организацией представлений, так и обучением этому ремеслу новых кадров. В 1981 году её силами было открыто единственное в Японии заведение, где готовят дрессировщиков обезьян, а в 2004 году искусство сарумаваси было внесено в список нематериального культурного наследия Японии.

## В Индонезии

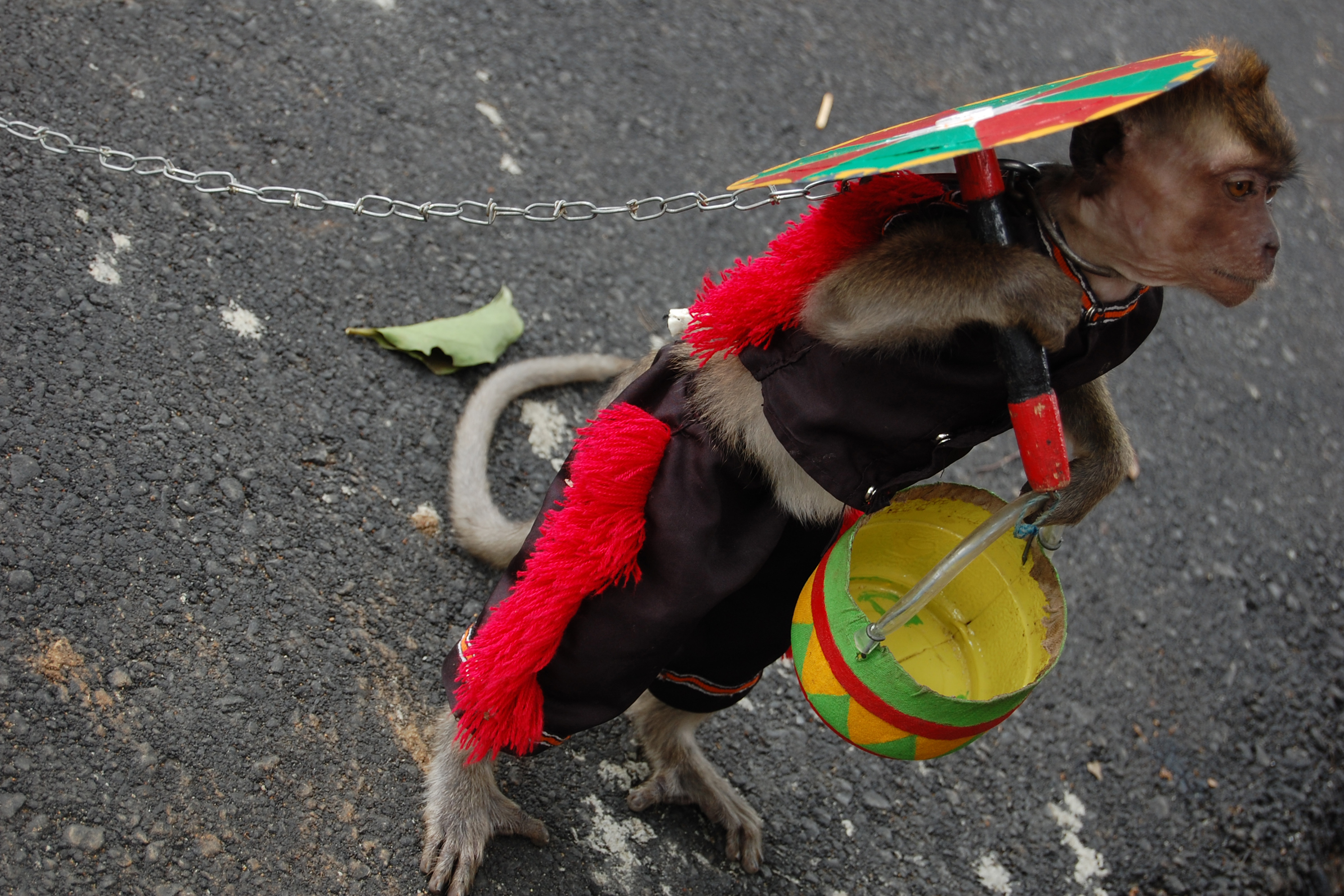
Индонезийская уличная обезьяна, просящая милостыню.

Во многих регионах Индонезии, особенно в регионах центральной и восточной части Явы, уличные представления с обезьянами считаются традиционным искусством с древними корнями; в яванском языке такие представления именуются «tandhak bedhes», что можно перевести как «обезьяны-актёры». Обезьяны, одетые в яркие костюмы, а часто и в маски, исполняющие различные акробатические номера, были популярной забавой на площадях и рынках яванских городов. При этом, по мнению лондонского учёного Мэттью Исаака Коэна, занимавшегося изучением данного вопроса, уже к концу XIX века данное искусство, в том числе при содействии колониальных властей Нидерландской Ост-Индии, стало постепенно коммерциализироваться. Известно, что именно из Индонезии, бывшей тогда нидерландской колонией, данный вид развлечений в начале XX века пришёл в Нидерланды, хотя подобные выступления в Европе не приобрели массового характера.
В современной Индонезии уличные представления с обезьянами по-прежнему массово распространены, но, в отличие от Японии, до сегодняшнего дня не рассматриваются как какой-либо вид искусства или культурного наследия, оставаясь исключительно развлечением для простых людей, на котором их дрессировщики стремятся заработать как можно больше денег, так как для многих из них это единственный способ заработка; иногда одетых в яркие костюмы обезьян заставляют не выступать, а выпрашивать у людей подаяния. Сами обезьяны часто содержатся их владельцами в неподобающих условиях, а обучение исполнению трюков производится путём избиений и издевательств; известны случаи, когда таких обезьян морили голодом или забивали до смерти.
В индонезийских СМИ существуют разные точки зрения относительно существования представлений с обезьянами. С одной стороны, часто звучат голоса в пользу их законодательного запрета, причём в первую очередь не из-за жестокого обращения с животными, а по причине вероятного распространения обезьянами болезней, в том числе возможности заражения человека обезьяньим ретровирусом через укусы, которые выступающая обезьяна теоретически может нанести зрителям. С другой стороны, периодически появляются статьи, призывающие сохранить представления с обезьянами как часть индонезийской культуры, но с контролем и поддержкой со стороны правительства.
Правительством долгое время не принималось никаких мер по данному вопросу, за исключением периодических рейдов полиции, направленных на уничтожение обезьян, потенциально являющихся переносчиками инфекций, однако в конце 2013 года мэр Джакарты принял решение запретить уличные представления с обезьянами, выкупив у владельцев здоровых животных и разместив их на территории городского зоопарка, где для них в 2014 году будет построен специальный вольер и где они, обучаемые профессионалами, будут давать представления за деньги перед посетителями зоопарка. Это решение было подвергнуто резкой критике со стороны оппозиции как, по мнению её представителей, нерациональная трата денежных средств в условиях наличия большого количества других социальных проблем в городе, включая детскую беспризорность.